# Liefdesliedjes
Liefdesliedjes is een single van het Nederlandse muziekduo De Jazzpolitie uit 1993. Het stond in hetzelfde jaar als tweede track op het album De Jazzpolitie.

## Achtergrond
Liefdesliedjes is geschreven door Peter Groot Kormelink en Herman Grimme en geproduceerd door Fluitsma & Van Tijn. Het is een nederpopnummer waarin de zanger vertelt dat er geen manier is om zijn liefde aan zijn geliefde duidelijk maken, behalve met liefdesliedjes. Het lied is geschreven voor de vrouw van Peter Groot Kormelink. Hij wist niet wat voor cadeau hij aan zijn vrouw moest geven voor haar verjaardag, waarna hij besloot om dit nummer te schrijven. Over de tekst van het lied vertelde Groot Kormelink dat zij bewust niet een ingewikkelde en poëtische tekst maakten. Het lied werd, naast in Nederland, ook veel in Duitsland op de radio gedraaid en om die reden is ook een Duitse versie van het lied uitgebracht. B-kant van de single is Overal kom ik je tegen, wat de eerste track was op hetzelfde album als waar Liefdesliedjes op te vinden was.

## Hitnoteringen
Het lied was erg succesvol in Nederland. In zowel de Mega Top 50 als de Top 40 piekte het op de zesde plaats. Het stond tien weken in de Top 40 en een weekje langer in de Mega Top 50. In andere landen was er geen notering. Het stond tien keer genoteerd in de NPO Radio 2 Top 2000.

### NPO Radio 2 Top 2000
| Nummer met noteringen in de NPO Radio 2 Top 2000 | '99 | '00  | '01  | '02  | '03  | '04  | '05  | '06 | '07  | '08  |
| ------------------------------------------------ | --- | ---- | ---- | ---- | ---- | ---- | ---- | --- | ---- | ---- |
| Liefdesliedjes                                   | 969 | 1504 | 1870 | 1777 | 1423 | 1968 | 1876 | 709 | 1854 | 1293 |

1. ↑  Een vetgedrukt getal geeft de hoogste notering aan.
2. ↑  Deze tabel is bijgewerkt tot en met de laatste editie (2024).